# Horst Görtz

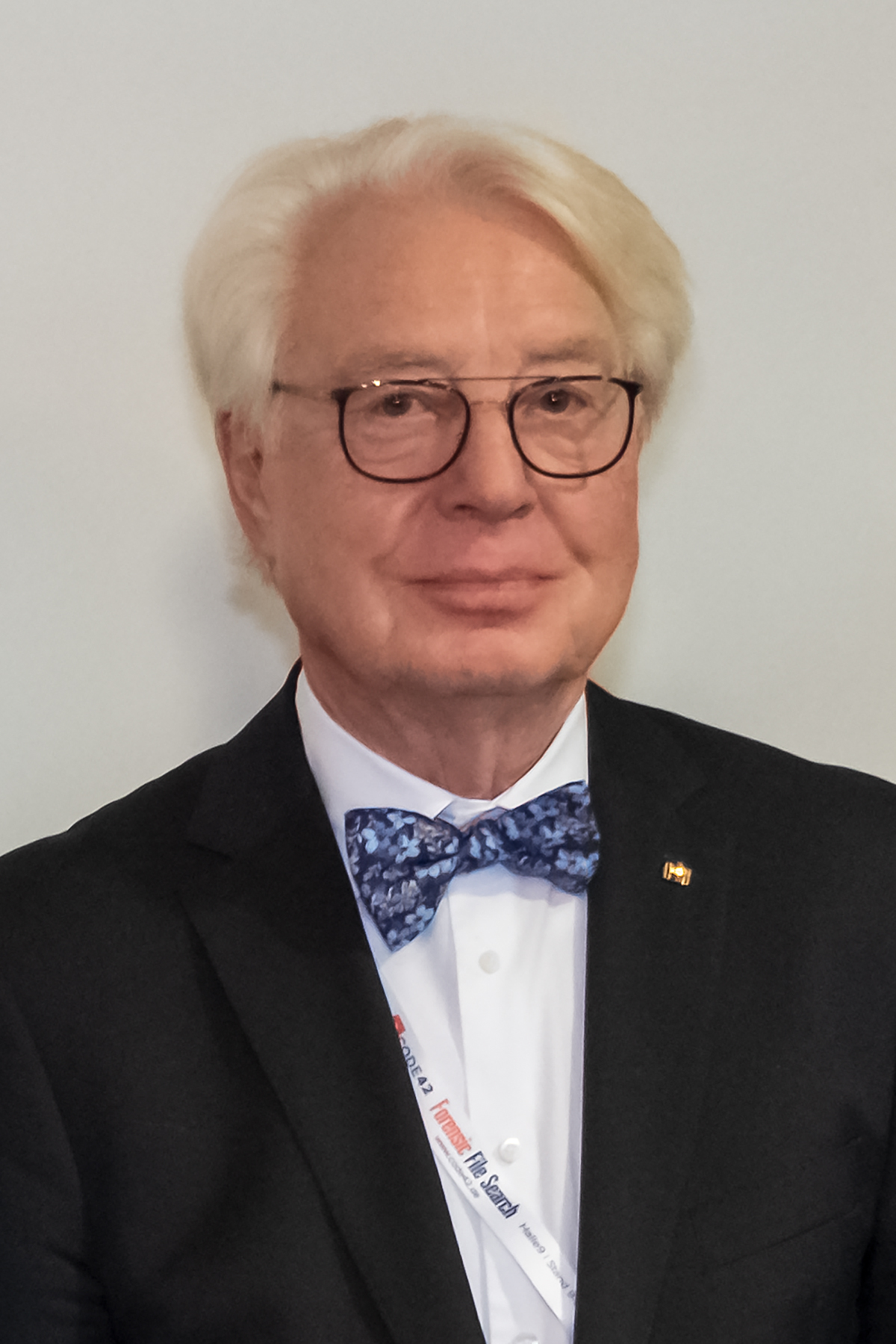
Horst Görtz (2018)

Horst Görtz (* 7. September 1937 in Solingen) ist ein deutscher Unternehmer für IT-Sicherheit.

## Leben
Horst Görtz begann 1958, nachdem er eine kaufmännische Lehre abgeschlossen hatte, in der elektronischen Datenverarbeitungsbranche zu arbeiten. 1974 wurde er Geschäftsführer des Rhein-Main-Rechenzentrums für die mittelständische Wirtschaft und zum Mitbegründer und Vizepräsidenten des Verbunds westeuropäischer Rechenzentren European Computing Services Association. 1983 gründete er das Unternehmen uti-maco Software GmbH für PC-Programme. Mitte der 1980er Jahre entwickelte er gemeinsam mit dem Berliner Fachhochschulprofessor Horst Günther die Zugangs- und Sicherungssoftware Safe MEN (1986), das später dann in Safe-Guard umbenannt wurde. Das erweiterte Folgeprodukt Safe-Guard Professional wurde 1992 mit dem Golden Award Software for Europe ausgezeichnet. Unter seiner Leitung wuchs das Unternehmen, unter anderem durch Fusionen und Kooperationen sowie der Gründung von Tochtergesellschaften. 1994 übernahm die Utimaco Software GmbH die österreichische Safeware GmbH. Die Umwandlung in eine Aktiengesellschaft, die Utimaco Safeware AG, erfolgte noch im gleichen Jahr. Horst Görtz wurde noch für ein Jahr ihr Vorstandsvorsitzender. Bis 2005 führte er anschließend den Vorsitz des Aufsichtsrates.

## Auszeichnungen
- 1996: Entrepreneur des Jahres
- 1996: EKS-Preisträger
- 2001: Universitätsmedaille der Ruhr-Universität Bochum
- 2002: Ehrensenator der TU Darmstadt
- 2004: Ehrendoktorwürde der Ingenieurwissenschaften der Fakultät für Elektrotechnik und Informationstechnik der Ruhr-Universität Bochum
- 2005: Service Award for Professional Excellence der Rotary International
- 2009: Bundesverdienstkreuz I. Klasse

## Horst Görtz Stiftung
Die 1996 gegründete Horst-Görtz-Stiftung mit Sitz in Neu-Anspach hat als Förderschwerpunkte Wissenschaft und Technik in Forschung und Lehre auf dem Gebiet der IT-Sicherheit, chinesischer Lebenswissenschaften sowie die Unterstützung krebskranker Kinder und Komapatienten. Sie unterstützte 1999 die Gründung des Horst Görtz Instituts für Sicherheit in der Informationstechnik an der Ruhr-Universität Bochum und förderte im Zeitraum von 2006 bis 2012 das Horst-Görtz-Stiftungsinstitut für Theorie, Geschichte und Ethik Chinesischer Lebenswissenschaften an der Charité Berlin. Seit 2014 fördert sie unter anderem die Stiftungsprofessur für somatosensorische und vegetative Therapieforschung an der Medizinischen Hochschule Hannover.
Seit 2006 wird durch die Horst Görtz Stiftung darüber hinaus zweijährlich der Deutsche IT-Sicherheitspreis an einzelne Forschende und Entwickelnde sowie Forschungs- und Entwicklungs-Teams in Universitäten, Forschungsinstituten und Unternehmen für Konzepte oder Lösungen im Bereich der IT-Sicherheit, Kryptografie, System- und Netzsicherheit und Abwehr von Cyberangriffen verliehen. Er gilt als höchstdotierter IT-Sicherheitspreis Deutschlands.

## Schriften
- mit Jutta Stolp: Informationssicherheit in Unternehmen: Sicherheitskonzepte und -lösungen in der Praxis. Addison-Wesley-Longman, Bonn 1999, ISBN 3-8273-1426-7.
- Praxis der chinesischen Astrologie: Lehrbuch des Bazi Suanming mit vielen Anwendungsbeispielen. Drachenverlag, Klein Jasedow 2008, ISBN 978-3-927369-31-3.